# غازات الدم الشرياني
غازات الدم الشرياني (اختصارًا ABG) هو تحليل الدم ويُستخدم في الفحص دم من الشريان. ويتم ثقب الشريان بواسطة إبرة رقيقة ومحقنة للحصول على كمية صغيرة من الدم. يُعتبر الشريان الكعبري الموضع الأكثر شيوعًا لإستخراج الدم من الشريان على مستوى المعصم، ويمكن كذلك إستخراجه من الشريان الفخذي من أعلى الفخذ ومواقع أخرى. كما يمكن الحصول على الدم أيضًا بواسطة القثطار الشرياني. وهناك طريقة بديلة للحصول على معلومات مُماثلة بواسطة عداد النبض وقياس ثاني أكسيد الكربون عبر الجلد. وبواسطة هذا التحليل يُمكن قياس توتر ثاني أكسيد الكربون وتوتر الشرياني الأوكسيجيني والحموضة أس هيدروجيني. بالإضافة إلى، إمكانية تحديد إشباع خضاب الدم الشرياني. الحصول على مثل هذه المعلومات للمصابين بأمراض خطيرة أو تنفسية يعتبر أمر حيوي. لذلك، يعتبر غازات الدم الشرياني واحد من أهم التحاليل المُشتركة والتي يتم تنفيذها على المرضى في وحدات العناية الفائقة.

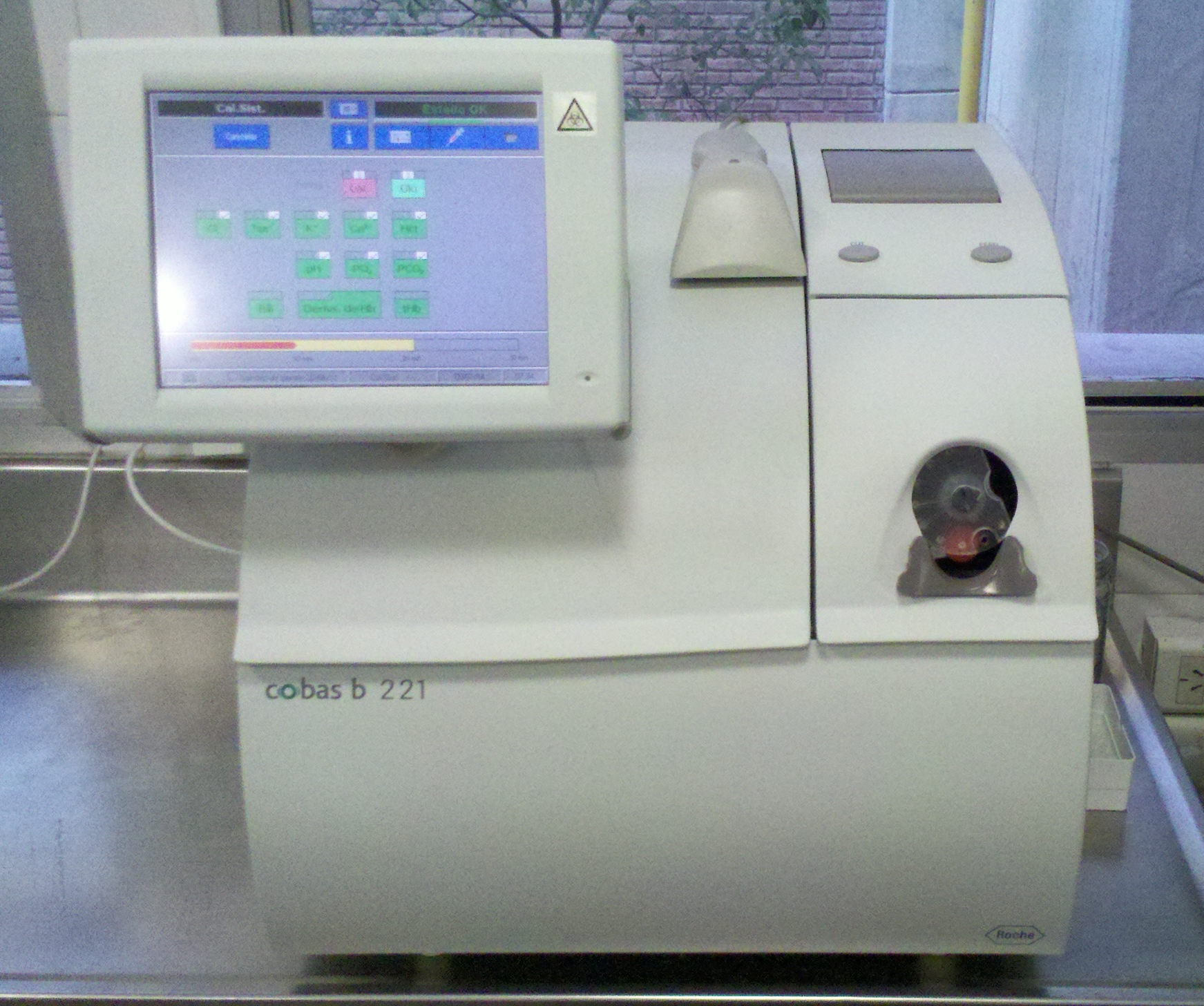
Modern blood gas analyzer. This device is capable of report, pH, pCO_{2}, pO_{2}, SatO_{2}, Na^{+}, K^{+}, Cl^{-}, Ca^{2+}, Hemoglobin (total and derivatives: O_{2}Hb, MetHb, COHb, HHb, CNHb, SHb), Hematocrit, Total bilirrubin, Glucose, Lactate and Urea. (Cobas b 221 - Roche Diagnostics).

يتم استخدام التحليل وذلك لمعرفة حموضة الدم، الضغط الجزئي لكل من ثاني أكسيد الكربون والأكسجين وبيكربونات. وكذلك تقديم تقرير عن تركيز كل من حمض لبني، خضاب الدم، كهرل، كربوكسي هيموغلوبين، هيموغلوبين متبدل. يُستخدم تحليل غازات الدم الشرياني في طب الرئة والرعاية الطبية للحالات الخطرة لتحديد تبادل الغازات والتي تعكس تبادل الغازات عبر غشاء حويصلة هوائية-شعيرة دموية.